# Casa Grande (Blancas)
La Casa Grande o Palacio de Jaime I es una casa palacio ubicada en la localidad turolense de Blancas (España).
Se trata de un edificio de dos plantas, hecho de sillería, con los sillares más regulares en las esquinas y vanos, y con una portada de arco de medio punto. Su fachada cuenta con huecos distribuidos irregularmente con alféizar volado y moldurado, y en su planta baja con rejas de forja del siglo XVI. En una de las esquinas se conserva un escudo nobiliario. La entrada a las caballerizas, de 1628, se encuentra en un lateral del edificio, y cuenta con otras dos puertas secundarias. En la parte trasera aún se pueden apreciar restos de la cornisa del alero moldurado. El tejado es a tres aguas.El patio interior tiene columnas de capiteles de orden dórico.
La casa fue construida por orden de Jaime I de Aragón, que eligió la localidad de Blancas como base para la conquista de Albarracín. El palacio fue destruido en uno de los ataques sufridos por la localidad durante la Guerra de los Dos Pedros y posteriormente fue reconstruido en los siglos XVII y XVIII para alojar la familia de Félix Salvador, Justicia Mayor de Aragón. Posteriormente fue ocupado por la familia noble Dolz del Castellar. También pudo se propiedad de Salvador Esplugas, cuya familia dejó la localidad a principios del siglo XIX.